# Obora (Lochovice)
Obora je vesnice, část obce Lochovice v okrese Beroun ve Středočeském kraji. Nachází se 1,5 kilometru jihozápadně od Lochovic. Vesnicí prochází Silnice II/118. Na sever od vesnice teče Podlužský potok a na jihovýchodě říčka Litavka.

## Historie
První písemná zmínka o vesnici pochází z roku 1849.

## Obyvatelstvo
| Rok            | 1869 | 1880 | 1890 | 1900 | 1910 | 1921 | 1930 | 1950 | 1961 | 1970 | 1980 | 1991 | 2001 | 2011 | 2021 |
| -------------- | ---- | ---- | ---- | ---- | ---- | ---- | ---- | ---- | ---- | ---- | ---- | ---- | ---- | ---- | ---- |
| Počet obyvatel | 155  | 188  | 207  | 176  | 185  | 214  | 204  | 178  | 198  | 191  | 171  | 161  | 138  | 122  | 161  |
| Počet domů     | 26   | 28   | 27   | 27   | 30   | 31   | 35   | 34   | 34   | 36   | 33   | 37   | 39   | 42   | 45   |

## Pamětihodnosti
- Luční mlýn – čp. 1

## Další fotografie

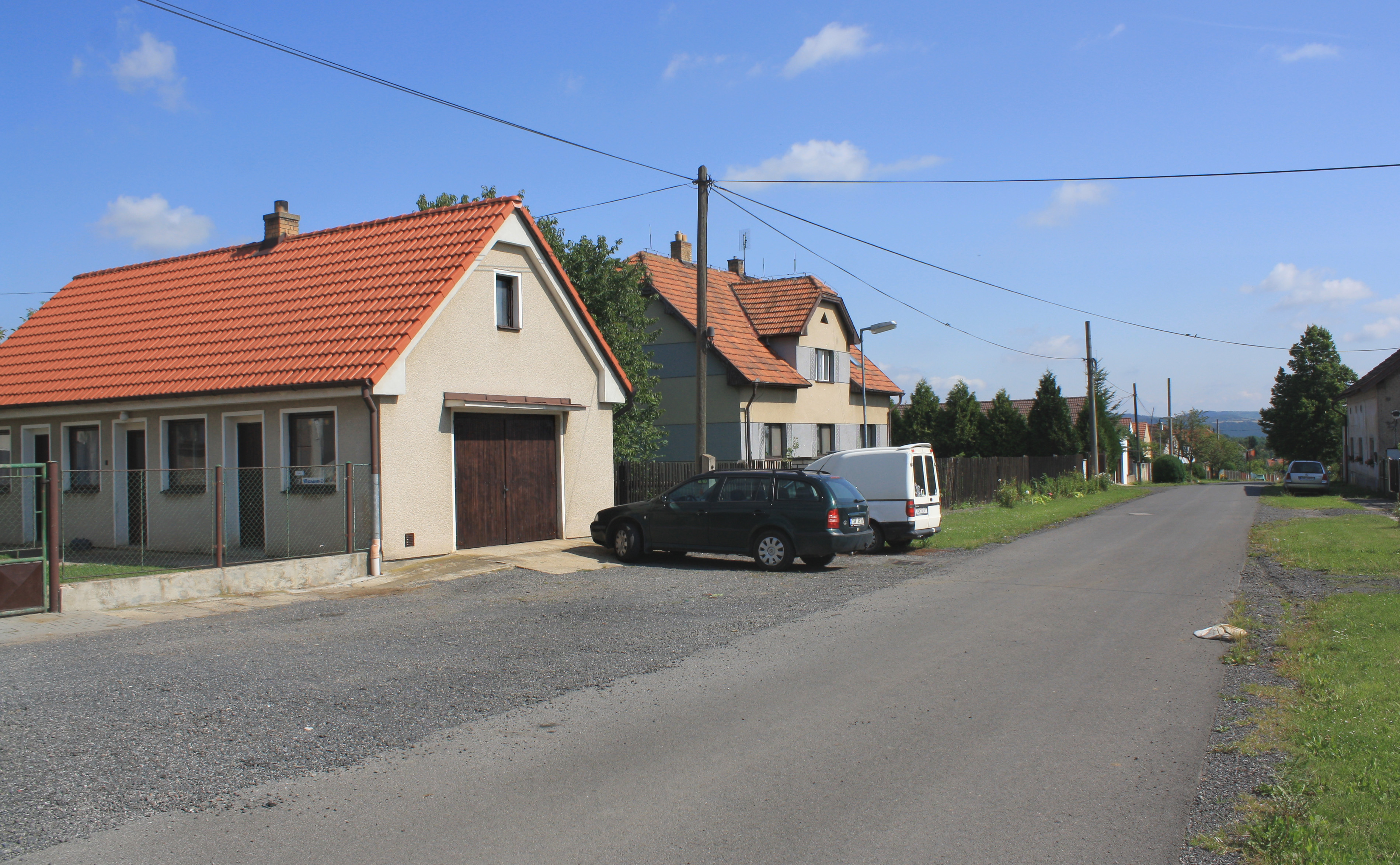
Jižní část vsi
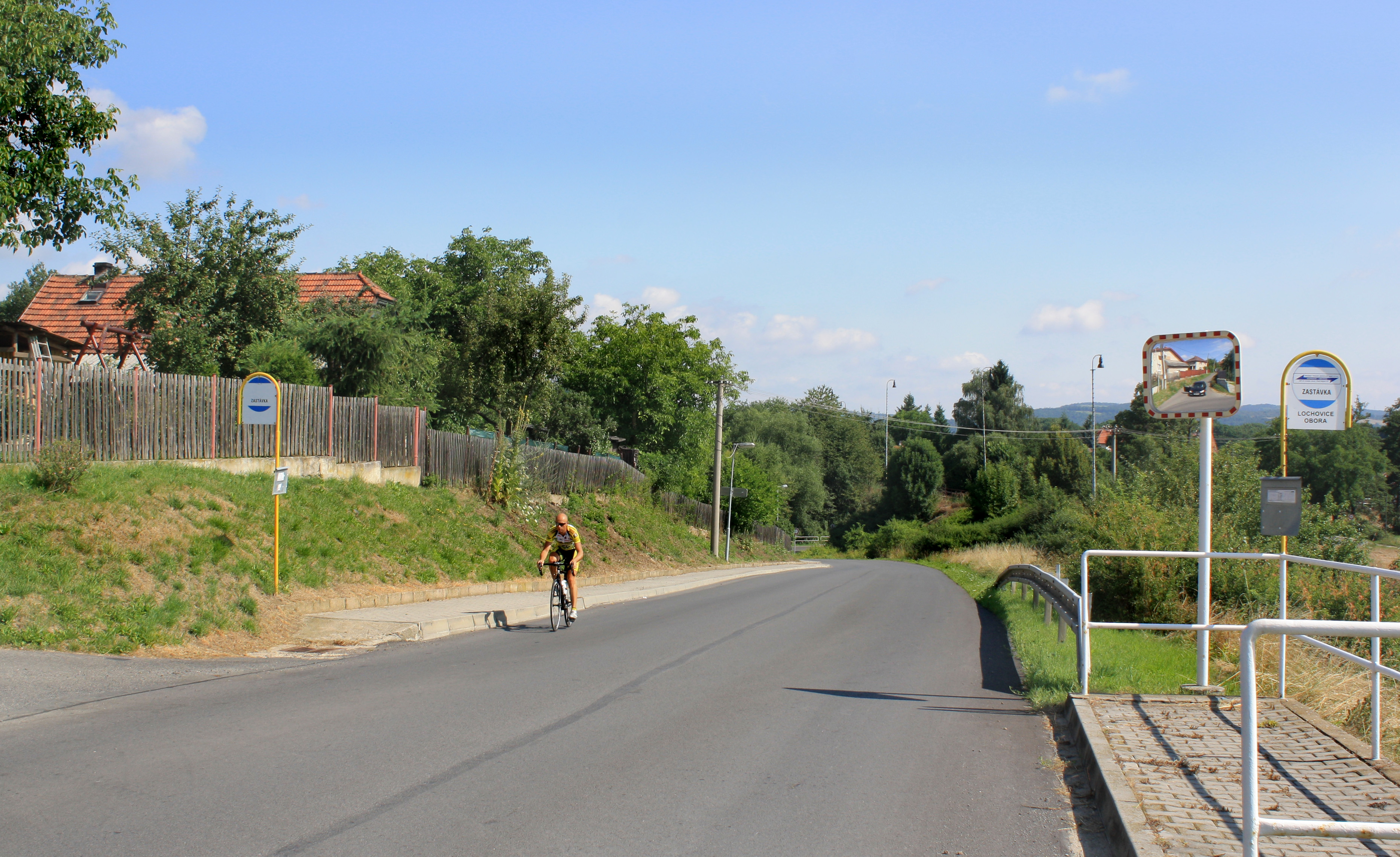
Silnice II/117 se zastávkou
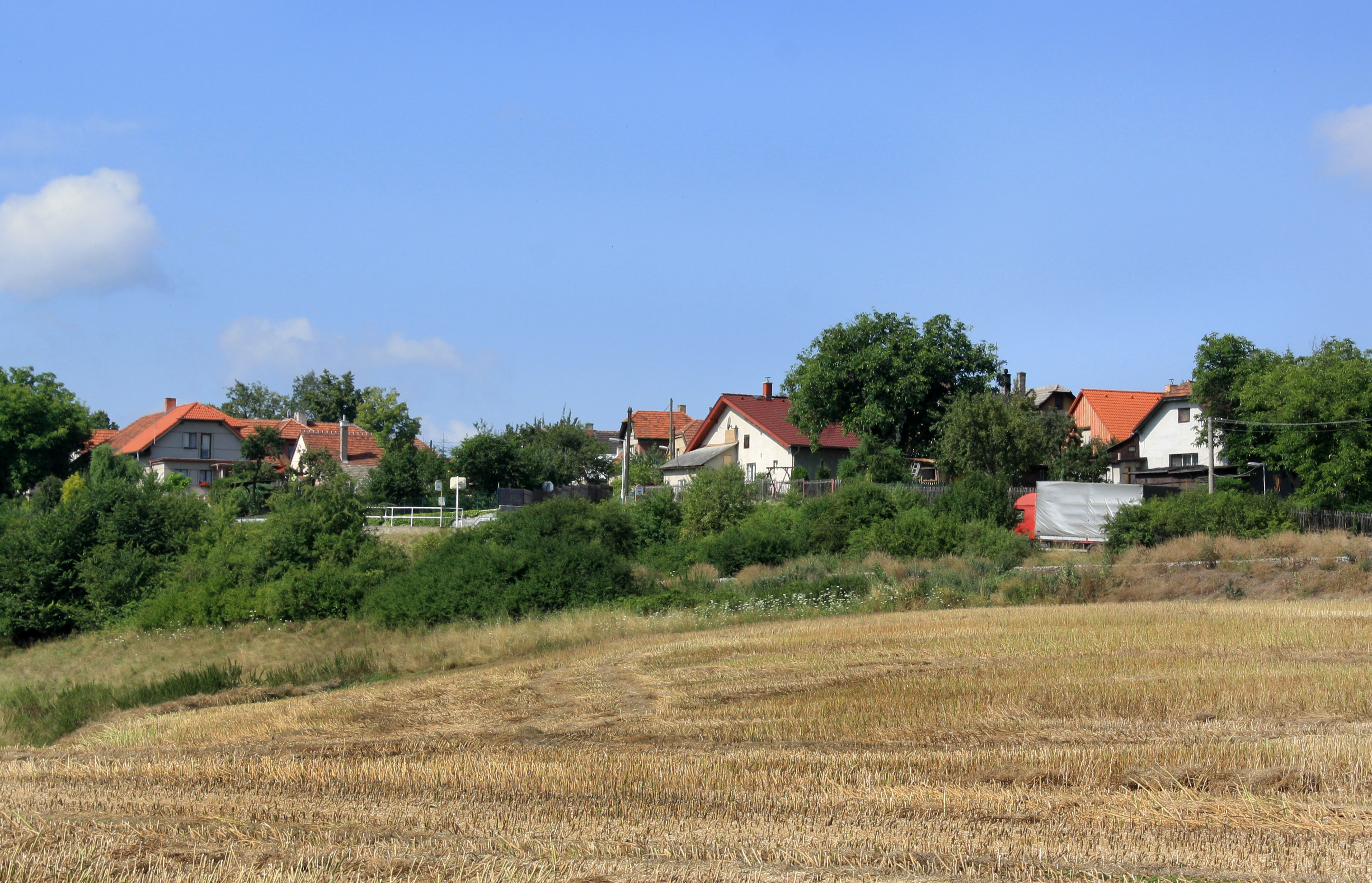
Pohled z východu